# 習隆
习隆（？—？），荆州刺史部南郡襄阳县（今湖北省襄阳市）人。习祯之孙，尚书郎习忠之子，官至蜀汉步兵校尉，掌校秘书。
诸葛亮去世之后，蜀地民众请求为诸葛亮建立祭庙，刘禅不准。百姓于是随着岁时节令在道路田野祭祀。习隆上言：请在靠近诸葛亮墓地的沔阳（今陕西省勉县），建立一个祭庙，断绝私人祭祀。刘禅同意了。